# Hrvatski zavod za poljoprivrednu savjetodavnu službu
Hrvatski zavod za poljoprivrednu savjetodavnu službu  - HZPSS (Croatian Agricultural Extension Institute) je ustanova za pružanje besplatnih usluga obiteljskim poljoprivrednim gospodarstvima, radi povećanja proizvodno-gospodarske učinkovitosti poljoprivredne proizvodnje te obnove, razvitka i očuvanja svekolikih vrijednosti ruralnih područja.

## Općenito
Temeljna je zadaća HZPSS-a davanje stručnih savjeta, instrukcija i praktičnih predočenja radi prikaza novih tehnologija i načina gospodarenja te prijenosa svih znanja i vještina potrebnih razvitku poljoprivredne proizvodnje na obiteljskim poljoprivrednim gospodarstvima.
Svjetska iskustva dugoročno pokazuju potrebu za poljoprivrednom savjetodavnom službom te dugogodišnju tradiciju u razvitku i radu službe u cijelom svijetu. Europska unija je u tom pogledu za ostvarenje ciljeva Zajedničke poljoprivredne politike (ZPP), Uredbom vijeća (EZ-a) br. 73/2009, svim državama članicama definirala obvezu uspostave sustava za savjetovanje poljoprivrednika (Farm Advisory System) u pogledu upravljanja zemljištem i gospodarstvom, koji mora obuhvatiti zakonom propisane uvjete o upravljanju te dobre poljoprivredne i okolišne uvjete.
U Republici Hrvatskoj je politička i gospodarska orijentacija nakon osamostaljenja Hrvatske 1991. godine, omogućila prihvaćanje "Programa poljoprivredne savjetodavne javne službe za selo Republike Hrvatske za razdoblje 1991. do 1995. godine" i osnivanje Javne poljoprivredne savjetodavne službe pri Poljoprivrednom centru Hrvatske. Sjedište službe bilo je u Zagrebu gdje se vršila organizacija i koordinacija rada cijele službe, a u svakoj županiji djelovala su regionalna koordinacijska središta.
U travnju 1994. godine, odlukom Vlade Republike Hrvatske, pri Ministarstvu poljoprivrede i šumarstva utemeljen je Sektor poljoprivredne savjetodavne službe pri čemu je, uz reorganizaciju službe, izvršena i djelomična prilagodba kadrovske i specijalističke strukture zaposlenih. U takvom je ustroju Služba je djelovala do 1997. godine, kada je osnovan Hrvatski zavod za poljoprivrednu savjetodavnu službu.
Radom HZPSS-a rukovodi ravnatelj kojeg imenuje i razrješava Vlada Republike Hrvatske na prijedlog Ministarstva poljoprivrede, ribarstva i ruralnog razvoja. Ravnatelj HZPSS-a od njegovog osnivanja 1997. godine je dr. sc. Ivan Katalinić. 
Sredstva za poslovanje i rad HZPSS ostvaruje iz državnog proračuna i obavljanjem vlastite djelatnosti, a sredstva može stjecati i iz drugih izvora, donacijom, sponzorstvom i na drugi način sukladno propisima i aktima HZPSS-a. 
Sve usluge koje HZPSS pruža svojim klijentima, osobito obiteljskim poljoprivrednim gospodarstvima, besplatne su.
Sjedište HZPSS-a je u Zagrebu, u Ulici fra Andrije Kačića Miošića 9, a zaposlenici HZPSS djeluju na području cijele Republike Hrvatske u 128 ureda.

## Zakonska osnova i temeljna djelatnost HZPSS-a
Osnivanje i temeljna djelatnost HZPSS-a
U siječnju 1997. godine Vlada RH donijela je Uredbu o Hrvatskom zavodu za poljoprivrednu savjetodavnu službu (NN  06/97 i 48/00) kao specijalizirane ustanove koja djeluje na području Republike Hrvatske.

Djelatnost HZPSS-a definirana je Uredbom o osnivanju, a čine je sljedeći poslovi i zadaci:
1. davanje stručnih savjeta, instrukcija i praktičnih predočenja radi prikaza novih tehnologija i načina gospodarenja te prijenosa svih znanja i vještina potrebnih razvitku poljoprivredne proizvodnje na obiteljskim poljoprivrednim gospodarstvima; 
2. pružanje stručnih usluga glede ostvarivanja koristi obiteljskih poljoprivrednih gospodarstava i drugih korisnika te obnove, razvitka i očuvanja svekolikih vrijednosti ruralnih područja; 
3. povezuje i usklađuje rad znanstvenih stručnih institucija i stručnih udruženja u provođenju primijenjenog istraživačkog rada i školovanja za potrebe obiteljskih gospodarstava; 
4. izrađuje metode i mjerila savjetodavnog rada te se bavi izdavačkim radom za potrebe obiteljskih poljoprivrednih gospodarstava;
5. sudjeluje u oblikovanju i provođenju mjera agrarne politike u skladu s propisima i aktima Vlade Republike Hrvatske;
6. daje stručna mišljenja o opravdanosti ulaganja iz različitih izvora kreditiranja poljoprivredne proizvodnje; 
7. promiče znanja u poljoprivrednoj proizvodnji radi očuvanja ekološke ravnoteže u interesu razvitka seljačkog turizma; 
8. potiče i pomaže osnivanje različitih oblika udruživanja poljoprivrednika; 
9. povezuje se u radu s drugim srodnim strukovnim službama i udruženjima u zemlji i inozemstvu; 
10. prati napredna poljoprivredna gospodarstva koja su izabrana kao ogledna; 
11. obavlja osnovna laboratorijska ispitivanja za potrebe proizvodnje na obiteljskim poljoprivrednim gospodarstvima; 
12. organizira praćenje i prikupljanje podataka o pojavi biljnih bolesti i štetočinja zbog pravodobnog upozoravanja o primjeni zaštite; 
13. obavlja i druge poslove koje mu povjere ustanove osnovane za obavljanje djelatnosti u poljoprivredi i šumarstvu; 
14. obavlja i druge poslove u skladu sa statutom Zavoda. 

Zakonska osnova za djelatnost HZPSS-a
Temeljne zakonske ovlasti HZPSS-a definirane su člankom 17. Zakona o poljoprivredi (NN 149/09) od 15. prosinca 2009. godine, kojim je propisana institucijska potpora u poljoprivredi i ustanove koje imaju javne ovlasti za obavljanje stručnih i upravnih poslova. 
Nadalje, člankom 18. predmetnoga zakona definirane su temeljne zadaće poljoprivredne savjetodavne djelatnosti, koja se obavlja kao javna i privatna poljoprivredna savjetodavna služba. Javnu poljoprivrednu savjetodavnu službu obavlja Hrvatski zavod za poljoprivrednu savjetodavnu službu, čije se poslovanje i rad financira iz državnog proračuna.
Isto tako, člankom 37. stavkom 2. Zakona o strukturnoj potpori i uređenju tržišta u ribarstvu (NN 153/09) i člankom 84. stavkom 2. Zakona o morskom ribarstvu (NN 56/10) propisano je da javnu savjetodavnu djelatnost u ribarstvu obavlja Hrvatski zavod za poljoprivrednu savjetodavnu službu.

Određeni poslovi i zadaće HZPSS-a definirani su posebnim propisima iz nadležnosti Ministarstva poljoprivrede, ribarstva i ruralnog razvoja
- provođenje sustava savjetovanja poljoprivrednika vezano uz višestruku sukladnost - članak 9. Zakona o državnoj potpori poljoprivredi i ruralnom razvoju (NN 83/09 i 153/09) i Pravilnik o sustavu savjetovanja poljoprivrednika vezano uz višestruku sukladnost (NN 22/10),
- provođenje Sustava poljoprivrednih knjigovodstvenih podataka - FADN (Farm Accountancy Data Network) - putem godišnjeg FADN istraživanja za koje je određen Hrvatski zavod za poljoprivrednu savjetodavnu službu, na način i prema uvjetima propisanim člankom 2. Pravilnika o uspostavi i provedbi Sustava poljoprivrednih knjigovodstvenih podataka (NN 46/08) .

## Temeljna zadaća i ciljevi HZPSS-a
Temeljna zadaća HZPSS-a kao stručne ustanove u hrvatskoj poljoprivredi temeljena na zakonskoj ovlasti, jest pružanje usluga za tehnološko - tehničko unapređenje poljoprivrednih gospodarstava i pružanje stručne pomoći poljoprivrednicima s ciljem povećanja dobiti od poljoprivredne djelatnosti i dopunskih djelatnosti na gospodarstvu.
Stručne usluge čini skup savjetodavnih metoda rada i suradnje s nositeljima i članovima poljoprivrednih gospodarstava, državnim tijelima i institucijama te stručnim ustanovama i organizacijama u poljoprivredi u zemlji i inozemstvu. Sve usluge koje HZPSS pruža svojim klijentima, osobito poljoprivrednim gospodarstvima, besplatne su.

Misija HZPSS-a kao specijalizirane stručne ustanove jest:
- da pomaže obiteljskim poljoprivrednim gospodarstvima pri donošenju odluka osiguranjem kvalitetnih informacija, pospješuje suradnju obiteljskih poljoprivrednih gospodarstava sa svim institucijama, tvrtkama i pojedincima, važnim za uspješnu poljoprivredu,
- nadležnost za posredovanje u provođenju mjera poljoprivredne politike Vlade RH i Ministarstva poljoprivrede, ribarstva i ruralnog razvoja (MPRRR) odnosno različitih oblika potpore glede ostvarivanja koristi poljoprivrednih gospodarstava i drugih korisnika, te obnove, razvitka i očuvanja svekolikih vrijednosti ruralnih područja.

Svoje zadatke i ciljeve HZPSS ostvaruje:
- profesionalnom komunikacijom visokokvalitetnim informacijama,
- olakšavanjem pristupa poljoprivrednim informacijama,
- postupnim vlastitim educiranjem i specijalizacijom,
- intenziviranjem suradnje s drugim čimbenicima u djelatnosti poljoprivrede.

Uvođenje sustava upravljanja kvalitetom prema normi ISO 9001:2008
Danas HZPSS djeluje kao relevantna stručna institucija u hrvatskoj poljoprivredi, a što potvrđuje i stjecanje certifikata ISO 9001:2008 (HRN EN ISO 9001) 13. studenog 2009. Naime, HZPSS je tijekom 2008. i 2009. proveo postupak usvajanja Sustava upravljanja kvalitetom, zasnovan na zahtjevima međunarodne norme ISO 9001:2008. 
Stjecanjem certifikacijske oznake (markice), HZPSS je dobio pravo istaći certifikacijske oznake u svojim uredima, kao potvrde uspješnog dovršenja postupka, a ujedno i jamstva da se poslovanje HZPSS-a u odnosu na Sustav upravljanja kvalitetom obavlja u skladu sa zahtjevima međunarodne norme ISO 9001:2008 (HRN EN ISO 9001). Certifikat se odnosi na područje savjetovanja, osposobljavanja i informiranja poljoprivrednika, te provedbu programa razvoja poljoprivrednih gospodarstava. 

## Organizacijski ustroj i djelatnici HZPSS-a
Organizacijska struktura HZPSS-a

Sukladno Pravilniku o unutarnjem ustrojstvu i sistematizaciji radnih mjesta organizacijske i ustrojstvene jedinice u HZPSS-u su:
1. Ured ravnatelja
2. Samostalni odjel za unutarnju reviziju
3. Služba za savjetodavni i stručni rad
3.1. Područni ured za razvoj stručnog rada unutar kojeg je ustrojeno 10 odjela (Odjel za stočarstvo, hortikulturu, zaštitu bilja, ratarstvo, agroekonomiku, mehanizaciju, selo i ruralni razvoj, agrookoliš, integriranu i ekološku poljoprivredu i ribarstvo).
3.2. Područni ured Središnje Hrvatske unutar kojeg je ustrojeno 8 područnih odjela (Područni odjel Zagrebačke, Krapinsko-zagorske, Sisačko-moslavačke, Koprivničko-križevačke, Bjelovarsko-bilogorske, Varaždinske i Međimurske županije te Grada Zagreba).
3.3. Područni ured Slavonije unutar kojeg je ustrojeno 5 područnih odjela (Područni odjel Vukovarsko-srijemske, Osječko-baranjske, Virovitičko-podravske, Brodsko-posavske i Požeško-slavonske županije)
3.4. Područni ured Gorsko-primorske Hrvatske unutar kojeg su ustrojena 4 područna odjela (Područni odjel Karlovačke, Ličko-senjske, Primorsko-goranske i Istarske županije).
3.5. Područni ured Dalmacije unutar kojeg su ustrojena 4 područna odjela (Područni odjel Zadarske, Šibensko-kninske, Splitsko-dalmatinske i Dubrovačko-neretvanske županije). 
4. Služba za poljoprivredno knjigovodstvo, informiranje i izdavaštvo
4.1. Odjel za poljoprivredno knjigovodstvo unutar kojeg su ustrojeni su Odsjek za organizaciju i provedbu istraživanja iz poljoprivrednog knjigovodstva, Odsjek za informatički sustav poljoprivrednog knjigovodstva i Odsjek za analize, izvješćivanje i izdavaštvo poljoprivrednog knjigovodstva. 
4.2. Odjel za informiranje i izdavaštvo unutar kojeg su ustrojeni Odsjek za informiranje i Odsjek za izdavaštvo.
5. Služba za pravne, financijske, informatičke i opće poslove
5.1. Odjel za pravne, kadrovske i opće poslove unutar kojeg su ustrojeni Odsjek za pravne i kadrovske poslove i Odsjek za opće poslove i pisarnicu.
5.2. Odjel za financije, računovodstvo i nabavu unutar kojeg su ustrojeni Odsjek za financijsko-planske poslove i riznicu i Odsjek za računovodstvene poslove i nabavu.
5.3. Odjel za informatiku unutar kojeg su ustrojeni Odsjek za razvoj informatičkog sustava i Odsjek za održavanje informatičke opreme.

Djelatnici HZPSS-a
Na dan 31. prosinca 2009. godine u HZPSS-u je ukupno bilo zaposleno 250 djelatnika. Od toga 28 djelatnika zaposleno je u Uredu ravnatelja u Zagrebu, a 222 djelatnika u područnim odjelima u županijama i Gradu Zagrebu. 
Najveći broj djelatnika HZPSS-a ima visoku stručnu spremu agronomske struke (198), od čega su četiri doktora znanosti i 25 magistara dok je 10 djelatnika različitih struka. Višu ili srednju stručnu spremu ima samo 11 djelatnika. 

Metode savjetodavnog rada u HZPSS-a
Kako bi usluge HZPSS-a bile dostupne velikom broju korisnika, prvenstveno poljoprivrednicima, djelatnici HZPSS-a koriste se s više različitih metoda:
- individualno savjetovanje i terenski rad na poljoprivrednim gospodarstvima,
- rad s grupama poljoprivrednika (studijske grupe),
- rad s poljoprivrednim udrugama,
- predavanja, demonstracijski prikazi, učionice na otvorenom,  
- informiranje putem mrežnih stranica HZPSS-a, Biltena i Newslettera, 
- izdavačka djelatnost (letci, priručnici, brošure).

U svojem svakodnevnom radu HZPSS usko surađuje s Ministarstvom poljoprivrede, ribarstva i ruralnog razvoja, lokalnom (regionalnom) upravom i samoupravom, poljoprivrednim školama i fakultetima, državnim i javnim ustanovama i službama, poljoprivrednim poduzećima u Hrvatskoj, a uspostavljena je suradnja i kontakt s brojnim institucijama u inozemstvu (Slovenija, Austrija, Italija, Nizozemska, Danska, Velika Britanija, Irska i dr.).
Posebnu pozornost HZPSS pridaje izdavačkoj djelatnosti u okviru koje su savjetodavni stručnjaci osmislili, pripremili te tiskali veliki broj stručnih pisanih materijala (letaka, priručnika, brošura, knjiga) namijenjenih, kako poljoprivrednim proizvođačima, tako i svim ostalim subjektima uključenim i zainteresiranim za poljoprivredu. 
Gotovo punih trinaest godina (od travnja 1997. godine) HZPSS priprema mjesečno izdanje Biltena sa stručnim prilozima, događanjima i zanimljivostima.

Aktivnosti djelatnika
Analizom aktivnosti u 2009. godini utvrđeno je da su 222 poljoprivredna savjetnika na terenu održali ukupno 1.607 stručnih predavanja na kojima je prisustvovalo 46.331 poljoprivrednika. Tijekom 2009. god. održano je 760 prikaza za 28.080 poljoprivrednika. Organizirano je i 645 manifestacija i izložbi, na kojima je bilo nazočno ukupno 230.366 poljoprivrednika. Zaposlenici su u 2009. godini objavili 3.780 stručnih tekstova. Za navedene aktivnosti zaposlenici su svojim osobnim automobilima prešli 2.186,874 km. 
HZPSS je tijekom zadnjih nekoliko godina u suradnji s drugim znanstvenim, obrazovnim i stručnim institucijama, inozemnim stručnjacima te samostalno, pokrenuo i realizirao veliki broj ciljanih projekata i manifestacija za različita područja poljoprivredne proizvodnje. Unutar HZPSS-a osnovane su specijalističke radne grupe čiji su članovi aktivno sudjelovali na realizaciji projekata, educirali se i usavršavali te putem predavanja, demonstracija i stručnih pisanih materijala prenosili nova znanja i informacije poljoprivrednim proizvođačima. Neki od značajnijih projekata i aktivnosti navedeni su ovdje, a HZPSS svake godine objavljuje izvješće o svim aktivnostima, projektima i njihovim rezultatima, gdje se mogu pročitati detalji:
- Projekt: Razvoj hrvatskog sektora povrća, u suradnji s Kraljevinom Nizozemskom, 
- Projekt Održivi razvoj integrirane proizvodnje vinove loze, voća i povrća, u suradnji s poljoprivrednim institutom IAM – Bari, Italija, 
- Tečajevi Higijena proizvodnje mlijeka i kontrola ispravnosti muznih uređaja sa servisom, u suradnji s Agronomskim fakultetom Zagreb,
- Izvještajno-prognozni poslovi u zaštiti bilja, u suradnji sa Zavodom za zaštitu bilja, 
- Sudjelovanje u projektu Uvođenje biodizelskog goriva u RH,
- Sudjelovanje u Nacionalnom projektu navodnjavanja Napnav, 
- Sudjelovanje u provedbi programa pčelarskih školi,
- Organizacija škole rezidbe voća i maslina,
- Obilježavanje svjetskog dana seoske žene,
- Sudjelovanje u organizaciji sajma Proizvodi hrvatskog sela,
- Organizacija službe za praćenje medenja, 
- Projekt Solitarne pčele kao oprašivači voćaka,
- Natjecanje u spremanju sjenaže u plastične bale,
- Natjecanje u oranju na županijskim i na državnoj razini,
- Učlanjenje RH u Svjetsku oračku organizaciju – WPO i sudjelovanje hrvatskih predstavnika na svjetskom natjecanju u oranju,
- Učionice na otvorenom i dani polja,
- Pomoć u formiranju strojnih prstenova i mnogi drugi.

## Hrvatska poljoprivredna komora
Hrvatska poljoprivredna komora osnovana je u skladu sa Zakonom o Hrvatskoj poljoprivrednoj komori (NN 30/09.). Na prijedlog MPRRR-a Vlada RH imenovala je Povjerenstvo za provođenje izbora za Skupštinu HPK u kojem su aktivno sudjelovali predstavnici HZPSS-a.
Za predsjednika Nadzornog odbora HPK izabran je ravnatelj HZPSS.

## Projekti
HZPSS je tijekom zadnjih nekoliko godina u suradnji s drugim znanstvenim, obrazovnim i stručnim institucijama, inozemnim stručnjacima te samostalno, pokrenuo i realizirao veliki broj ciljanih projekata i manifestacija za različita područja poljoprivredne proizvodnje. Unutar HZPSS-a osnovane su specijalističke radne grupe čiji su članovi aktivno sudjelovali na realizaciji projekata, educirali se i usavršavali te putem predavanja, demonstracija i stručnih pisanih materijala prenosili nova znanja i informacije poljoprivrednim proizvođačima.
Projekt kontrole onečišćenja u poljoprivredi
Projekt se temelji na darovnici Zaklade globalnog fonda za okoliš Svjetske banke, a vodi ga Jedinica za provedbu projekta, koja se nalazi u Ministarstvu poljoprivrede, ribarstva i ruralnog razvoja, a dijelom je za provedbu projekta zadužen HZPSS, pod čijim okriljem djeluju i savjetnici za gospodarenje nitratima u projektnim županijama. Značajnije aktivnosti na projektu, vezane uz HZPSS, bile su sljedeće: 
- Tisak i distribucija „Načela dobre poljoprivredne prakse” (DPP) jedan je od najznačajnijih koraka u okviru širenja javne svijesti o problemu onečišćenja i pridržavanju novih pravila u poljoprivredi koja će projekt provesti. 
- Demonstracijske površine DPP - Savjetnici DPP, u suradnji s HZPSS-om završili su izradu priručnika za provedbu demonstracijskih aktivnosti koji je u listopadu poslan Svjetskoj banci na uvid i odobrenje. 
- Provedena je intenzivna kampanja informiranja, poglavito putem individualnih posjeta proizvođačima i predstavljanjem projekta na različitim manifestacijama kao što su dani polja, izložbe, sajmovi i sl. 
- Snimljeno je na desetke radio-emisija i nekoliko TV-priloga, a poveznice na mrežnu stranicu projekta i opće informacije o projektu postavljene su na više internetskih portala. Također su u svim relevantnim tiskovinama objavljeni intervjui ili informativni članci o projektu. 
- U suradnji s HZPSS-om završen je prijedlog paketa edukacijskog i promotivnog materijala, koji uključuje brošure, letke i prezentacijske poklone. Paket je poslan na odobrenje Svjetskoj banci i očekuje se skoro odobrenje aktivnosti i time dodatno osnaživanje promocije projekta i DPP-a .

Natjecanja u oranju u organizacijI HUONO-a i HZPSS-a
Natjecanje orača u Republici Hrvatskoj pobuđuje veliki interes među poljoprivrednicima, kao manifestacija koja ih međusobno okuplja oko stručne edukacije i vještina, sportskog natjecanja i popratnih izložbi poljoprivrednih proizvoda, opreme i mehanizacije. Natjecanje je ruralna priredba koja postaje lijepa tradicija u mnogim županijama.
Do danas je osnovano 16 županijskih udruga orača, članova Hrvatske udruge za organizaciju natjecanja orača (HUONO), koje nose teret organiziranja županijskih natjecanja orača. Pokroviteljstvo održavanja državnih i svjetskih natjecanja preuzelo je Ministarstvo poljoprivrede, ribarstva i ruralnog razvoja. 
Predsjednik HUONO-a je ravnatelj HZPSS dr. sc. Ivan Katalinić, a veliki je doprinos djelatnika HZPSS-a svih ovih godina u organizaciji županijskih i državnih natjecanja orača. Zbog toga je Vlada Republike Hrvatske prihvatila Program „Natjecanje orača u Republici Hrvatskoj u razdoblju od 2008. do 2012. godine i organiziranja 59. svjetskog natjecanja orača u RH”. 
Svjetska organizacija za natjecanje u oranju (WPO) prihvatila je kandidaturu RH za održavanje 59. svjetskog natjecanja u oranju 2012. godine u Biogradu na Moru.

## Strateški plan doprinosa HZPSS-a razvoju poljoprivrednog sektora
U skladu s ciljevima i mjerama poljoprivredne politike, HZPSS kao stručna institucija nastoji svoje djelovanje i poslovanje prilagoditi ciljevima i potrebama klijenata, poglavito poljoprivrednih gospodarstva, uz značajnu podršku i suradnju s drugim institucijama povezanih s poljoprivredom. 
Provođenje Sustava savjetovanja poljoprivrednika, Sustava poljoprivrednih knjigovodstvenih podataka – FADN-a, ARKOD-a, kao i aktivno sudjelovanje u provođenju sustava državnih potpora poljoprivredi, ribarstvu i ruralnom razvoju, temeljne su strateške odrednice HZPSS-a u idućem razdoblju. 
Stoga su glavni ciljevi djelovanja koje HZPSS želi ostvariti usmjereni na:
- konkurentnu poljoprivredu i napredak ruralnih područja,
- identifikaciju potreba i pružanje kompletne usluge ciljnoj skupini klijenata,
- poticanje poljoprivrednih gospodarstava za gospodarsko okrupnjavanje i osuvremenjivanje, učinkovito korištenje proizvodnih resursa i kapaciteta,
- provođenje mjera održivog razvoja i očuvanja okoliša sukladno standardima EU,
- povećanje količine, poboljšanje kakvoće i tržišnosti poljoprivredno-prehrambenih proizvoda,
- savjetodavna služba kao spona između poljoprivrednih proizvođača i državnih institucija, obrazovnih institucija i gospodarskih subjekata u djelatnosti poljoprivrede.

## Vanjske poveznice
- Hrvatski zavod za poljoprivrednu savjetodavnu službu (HZPSS)  Arhivirana inačica izvorne stranice od 22. srpnja 2010. (Wayback Machine)
- Ministarstvo poljoprivrede, ribarstva i ruralnog razvoja (MPRRR)
- Agencija za plaćanja u poljoprivredi, ribarstvu i ruralnom razvoju (APPRRR)
- Hrvatski centar za poljoprivredu, hranu i selo (HCPHS)
- Agronomski fakultet Sveučilišta u Zagrebu (AF)